# Motor Show

Il pilota della, Eddie Irvine, all'edizione 1997 del Motor Show.

Il Motor Show era una manifestazione fieristica dell'auto e della moto (riconosciuta dall'OICA) che si è svolta presso i saloni della fiera di Bologna dal 1976 al 2017, durante la prima decade di dicembre.

## Storia
Fu ideato e realizzato per la prima volta nel 1976 dal bolognese Mario Zodiaco, che intendeva proporre un'alternativa al Salone dell'automobile di Torino e a quello di Ginevra, poco interessanti per i giovani e per il pubblico femminile. Zodiaco fondò una società con Sandro Munari e Giacomo Agostini per la gestione del Motor Show e la sua promozione. L'edizione del 1977, ancora guidata da Mario Zodiaco, fu caratterizzata dalla partecipazione, come padrino, di Mario Andretti, pilota di Formula 1. 

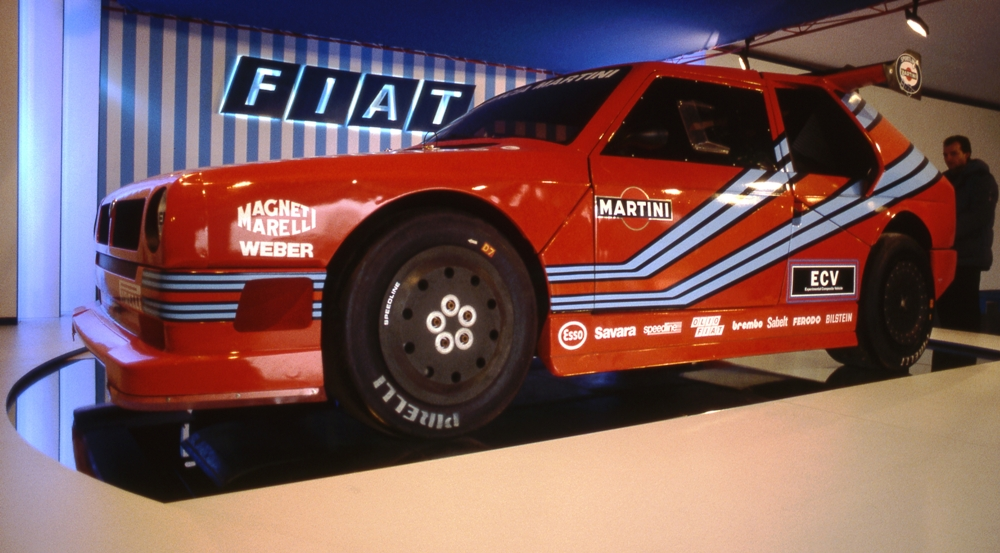
Una Lancia ECV all'edizione 1986

Dopo l'edizione del 1980 vendette tutti i diritti a Alfredo Cazzola, che, tramite la sua società, la Promotor, ne ha curato la realizzazione fino all'edizione del 2006. Nel 2007 la Promotor è stata venduta al gruppo francese GI Events. La durata della manifestazione era di poco più di una settimana ed erano solitamente presenti, con propri spazi espositivi, le maggiori case automobilistiche e motociclistiche mondiali.
Parallelamente al Motor Show, nei primi anni 90,  Alfredo Cazzola promosse la nascita, insieme a Gian Primo Quagliano, del Centro Studi Promotor, allo scopo di fornire agli operatori del settore analisi puntuali e indipendenti del mercato automobilistico.
Al Motor Show presero parte anche moltissimi artisti e grandi personaggi delle 2 e delle 4 ruote. La manifestazione era infatti conosciuta, oltre che per la presentazione dei modelli più recenti di autovetture e dei prototipi di produzione futura, anche per la presenza, nell'area esterna ai padiglioni, di circuiti artificiali su cui venivano organizzate competizioni e show automobilistiche e motociclistiche di livello internazionale che rappresentavano quasi tutte le discipline sportive legate al mondo dell'automobile, dalla Formula 1 al rally.
Tra il 1988 e il 1996 ospitò il Trofeo Indoor di Formula 1, la cui eredità venne raccolta tra il 1997 e il 2007 dal Bologna Motorshow F3000 Sprint.

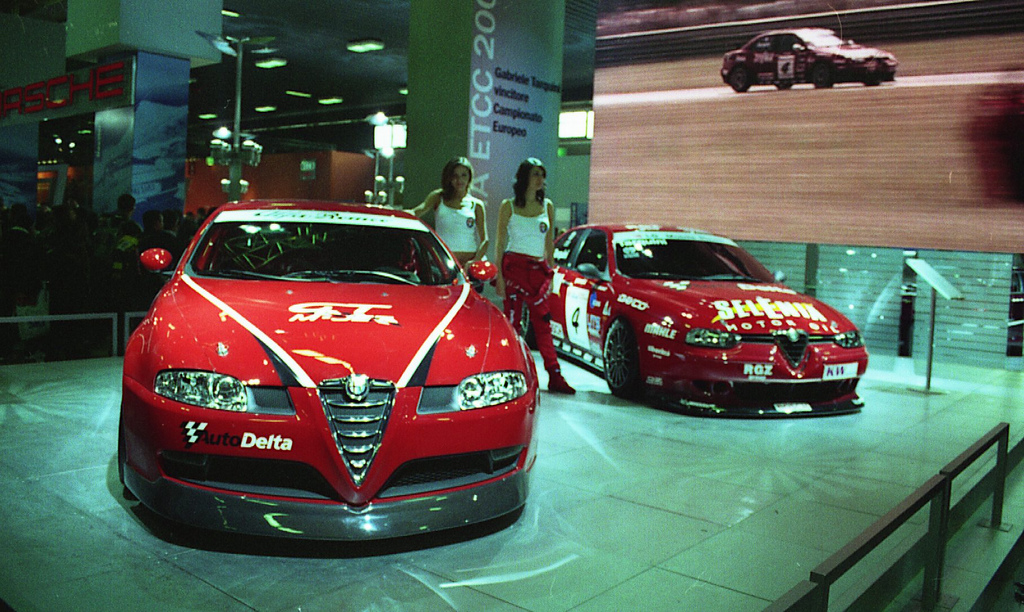
Lo stand Alfa Romeo all'edizione 2003

Nel mese di ottobre 2013 è stato comunicato l'annullamento dell'edizione dello stesso anno, a causa delle difficoltà del settore automobilistico. La manifestazione viene poi annunciata per il 2014 e si svolge dal 6 al 14 dicembre. Nel novembre 2015 viene annunciato che l'edizione dello stesso anno è annullata. L'edizione 2016 della kermesse bolognese è tornata nelle date dal 3 all'11 dicembre ed è la prima organizzata direttamente da Bologna Fiere SpA, che ha acquistato da GL Events tutti i diritti.
Dopo il forte passivo delle ultime edizioni l'edizione 2018, dapprima annunciata con una durata ridotta, è stata definitivamente annullata. Il 25 settembre in conferenza stampa è stato annunciato un cambio totale di formato, di data e di collocazione. Nel 2019 lo storico Motor Show è stato rimpiazzato da un nuovo festival nella città di Modena, diffuso tra la Fiera di Modena, l'Autodromo di Modena e i vari musei legati ai motori nella provincia, con il nome di Motor Valley Fest.

## Cronologia delle ultime edizioni
| Anno | n. ed.                               | periodo                              | espositori                           | paesi                                | area espositiva                           | visitatori                           | note          |
| ---- | ------------------------------------ | ------------------------------------ | ------------------------------------ | ------------------------------------ | ----------------------------------------- | ------------------------------------ | ------------- |
| 2001 | 26                                   | 7 - 16 dicembre                      | n.d.                                 | n.d.                                 | n.d.                                      | 1.095.887                            | [ 6 ]         |
| 2002 | 27                                   | 7 - 15 dicembre                      | n.d.                                 | n.d.                                 | n.d.                                      | 1.125.000                            | [ 7 ]         |
| 2003 | 28                                   | 6 - 14 dicembre                      | n.d.                                 | n.d.                                 | n.d.                                      | 1.200.780                            | [ 8 ]         |
| 2004 | 29                                   | 4 - 12 dicembre                      | n.d.                                 | n.d.                                 | n.d.                                      | 1.273.907                            | [ 9 ]         |
| 2005 | 30                                   | 3 - 11 dicembre                      | n.d.                                 | n.d.                                 | n.d. coperti e 80.000 m² all'aperto       | 1.200.000                            | [ 10 ]        |
| 2006 | 31                                   | 7 - 17 dicembre                      | n.d.                                 | n.d.                                 | n.d.                                      | 1.200.000                            | [ 11 ] [ 12 ] |
| 2007 | 32                                   | 7 - 16 dicembre                      | 389                                  | 22                                   | 140.000 m² coperti e 90.000 m² all'aperto | 1.123.649                            | [ 13 ]        |
| 2008 | 33                                   | 6 - 14 dicembre                      | 320                                  | 19                                   | 140.000 m² coperti e 90.000 m² all'aperto | 970.000                              | [ 14 ] [ 15 ] |
| 2009 | 34                                   | 4 - 8 dicembre                       | n.d.                                 | n.d.                                 | n.d.                                      | 400.000                              | [ 16 ] [ 17 ] |
| 2010 | 35                                   | 4 - 12 dicembre                      | 340                                  | n.d.                                 | n.d.                                      | 800.711                              | [ 18 ]        |
| 2011 | 36                                   | 3 - 11 dicembre                      | 258                                  | n.d.                                 | n.d.                                      | 856.314                              | [ 19 ]        |
| 2012 | 37                                   | 5 - 9 dicembre                       | 133                                  | 12                                   | n.d.                                      | 450.011                              | [ 20 ]        |
| 2013 | Annullato per mancanza di espositori | Annullato per mancanza di espositori | Annullato per mancanza di espositori | Annullato per mancanza di espositori | Annullato per mancanza di espositori      | Annullato per mancanza di espositori |               |
| 2014 | 39                                   | 6 - 14 dicembre                      | 19                                   | n.d.                                 | n.d.                                      | 300.000                              | [ 21 ]        |
| 2015 | Annullato per mancanza di espositori | Annullato per mancanza di espositori | Annullato per mancanza di espositori | Annullato per mancanza di espositori | Annullato per mancanza di espositori      | Annullato per mancanza di espositori |               |
| 2016 | 41                                   | 3 - 11 dicembre                      | 43                                   | n.d.                                 | n.d.                                      | 237.000                              |               |
| 2017 | 42                                   | 2 - 10 dicembre                      | n.d.                                 | n.d.                                 | n.d.                                      | 290.000                              |               |
| 2018 | Annullato definitivamente            | Annullato definitivamente            | Annullato definitivamente            | Annullato definitivamente            | Annullato definitivamente                 | Annullato definitivamente            |               |

## Madrine
- 2004 - Aída Yéspica
- 2005 - Elisabetta Canalis
- 2006 - Magda Gomes
- 2007 - Elena Santarelli
- 2008 - Belén Rodríguez
- 2009 - Claudia Galanti
- 2010 - Martina Stella
- 2011 - Nina Seničar
- 2012 - Virginia Raffaele
- 2014 - Selvaggia Lucarelli
- 2016 - Eleonora Pedron
- 2017 - Giorgia Palmas[senza fonte]